# Dernell Every
Dernell Every   (Athens, 18 d'agost de 1906 - Mount Kisco, 11 de setembre de 1994) va ser un tirador d'esgrima estatunidenc que va competir durant les dècades de 1920, 1930 i 1940.
El 1928 va prendre part en els Jocs Olímpics d'Amsterdam, on disputà dues proves del programa d'esgrima. Fou cinquè en la prova de floret per equips, mentre en la de floret individual quedà eliminat en sèries. Quatre anys més tard, als Jocs de Los Angeles, va guanyar la medalla de bronze en la prova del floret per equips, mentre en la de floret individual quedà eliminat en sèries. El 1948, a Londres, disputà els seus tercers i darrers Jocs. En ells, fou quart en la prova de floret per equips.